# Olympische Sommerspiele 1920/Leichtathletik – Gewichtwurf (Männer)

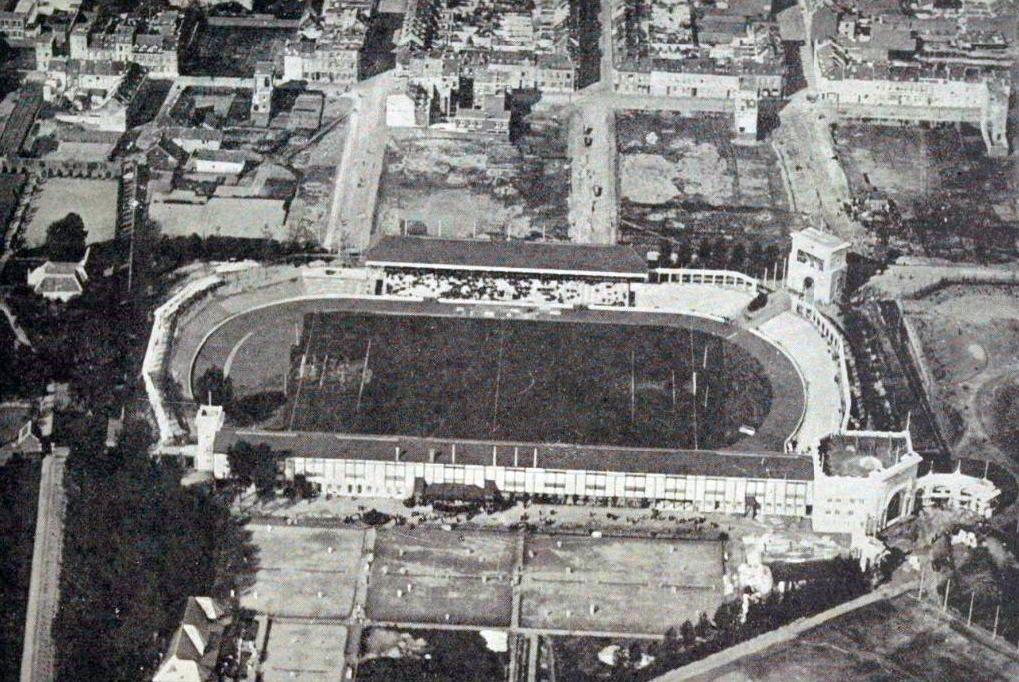
Das Antwerpener Olympiastadion

Der Gewichtwurf der Männer bei den Olympischen Spielen 1920 in Antwerpen wurde am 20. und 21. August 1920 im Antwerpener Olympiastadion ausgetragen. Zwölf Athleten nahmen daran teil. Diese Disziplin war nach 1904 das zweite und bislang letzte Mal Teil der olympischen Leichtathletikwettbewerbe.
Olympiasieger wurde der US-Amerikaner Pat McDonald vor seinem Landsmann Pat Ryan. Bronze ging an den Schweden Carl Johan Lind.
Athleten aus der Schweiz waren nicht am Start. Deutschland und Österreich waren von der Teilnahme an diesen Spielen ausgeschlossen.

## Rekorde

### Bestehende Rekorde
| Weltrekord         | Weltrekorde wurden in dieser Disziplin nicht offiziell geführt. | Weltrekorde wurden in dieser Disziplin nicht offiziell geführt. | Weltrekorde wurden in dieser Disziplin nicht offiziell geführt. | Weltrekorde wurden in dieser Disziplin nicht offiziell geführt. |
| Olympischer Rekord | 10,46 m                                                         | Étienne Desmarteau ( Kanada)                                    | OS St. Louis, USA                                               | 1. September 1904                                               |

### Rekordverbesserungen
Der olympische Rekord wurde zweimal verbessert:
- 11,000 m – Pat McDonald (USA), Qualifikation am 20. August
- 11,265 m – Pat McDonald (USA), Finale am 21. August

## Durchführung des Wettbewerbs
Das Gewicht des an einem Griff aufgehängten Wurfgeräts betrug 56 englische Pfund (entspricht ca. 25,4 kg). Der Wettkampf wurde als Weitwurf durchgeführt. Im Gegensatz dazu war in manchen Ländern auch der Gewichthochwurf populär.
Alle dreizehn Starter hatten am 20. August (Start 9.15 Uhr) eine Qualifikationsrunde zu absolvieren. Die besten sechs Athleten – hellblau unterlegt – zogen ins Finale ein, das am nachfolgenden Tag um 14.00 Uhr stattfand. Die in der Qualifikation erzielten Weiten kamen wie in anderen Disziplinen und wie in den Jahren zuvor mit in die Endwertung.

## Qualifikation
Datum: 20. August 1920, 9.15 Uhr
| Platz | Name             | Nation   | Weite    | Anmerkung |
| ----- | ---------------- | -------- | -------- | --------- |
| 1     | Pat McDonald     | USA      | 11,000 m | OR        |
| 2     | Pat Ryan         | USA      | 10,925 m |           |
| 3     | Carl Johan Lind  | Schweden | 10,255 m |           |
| 4     | Archie McDiarmid | Kanada   | 09,475 m |           |
| 5     | Malcolm Svensson | Schweden | 09,450 m |           |
| 6     | Johan Pettersson | Finnland | 09,375 m |           |
| 7     | Edward Roberts   | USA      | 09,360 m |           |
| 8     | James McEachern  | USA      | 09,290 m |           |
| 9     | Elmer Niklander  | Finnland | 08,865 m |           |
| 10    | Ville Pörhölä    | Finnland | 08,850 m |           |
| 11    | John McEachern   | USA      | 08,845 m |           |
| 12    | Nils Linde       | Schweden | 08,635 m |           |
| 13    | Robert Olsson    | Schweden | 08,555 m |           |
| DNS   | Matt McGrath     | USA      |          |           |

In der Qualifikation ausgeschiedene werfer:

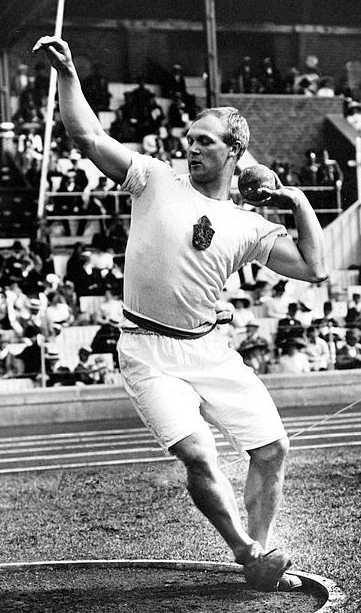
Elmer Niklander (Foto: 1912) – Olympiasieger im Diskuswurf – Rang acht / 9,290 m
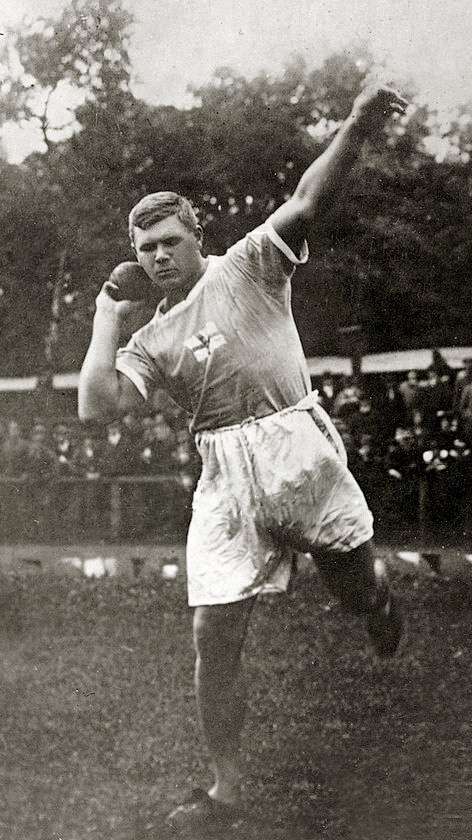
Ville Pörhölä – Olympiasieger im Kugelstoßen – Rang neun / 8,865 m

## Finale
Datum: 21. August 1920, 14.00 Uhr
| Platz | Name             | Nation   | Weite    | Anmerkung |
| ----- | ---------------- | -------- | -------- | --------- |
| 1     | Pat McDonald     | USA      | 11,265 m | OR        |
| 2     | Pat Ryan         | USA      | 10,965 m |           |
| 3     | Carl Johan Lind  | Schweden | 10,250 m |           |
| 4     | Archie McDiarmid | Kanada   | 10,120 m |           |
| 5     | Malcolm Svensson | Schweden | 09,455 m |           |
| 6     | Johan Pettersson | Finnland | 09,375 m |           |

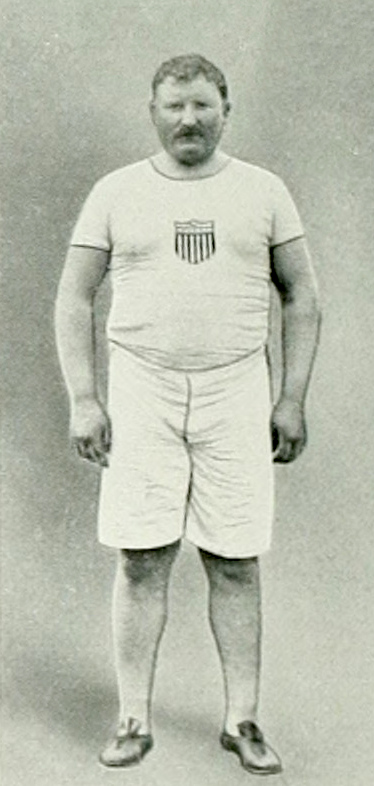
Pat McDonald (hier im Jahr 1912), 1912 Olympiasieger im Kugelstoßen, errang diesmal Gold im Gewichtwurf

Der eigentliche Favorit, der US-Amerikaner Matt McGrath, hatte sich zwei Tage zuvor beim Hammerwurf eine Knieverletzung zugezogen und konnte nicht antreten.
Sieger Patrick McDonald, wie der Zweitplatzierte Ryan irischer Abstammung, konnte den Olympiarekord in der Qualifikation auf 11,00 m verbessern. Im Finale warf er das Gewicht nochmals um 26,5 Zentimeter weiter. So kam der Kugelstoßvierte dieser Spiele und Kugelstoßolympiasieger von 1912 doch noch zu einer Goldmedaille in Antwerpen. Auch der Zweite Patrick Ryan, Olympiasieger im Hammerwurf, blieb mit seinen 10,965 m über der alten olympischen Bestmarke. Der Schwede Carl Johan Lind gewann Bronze.

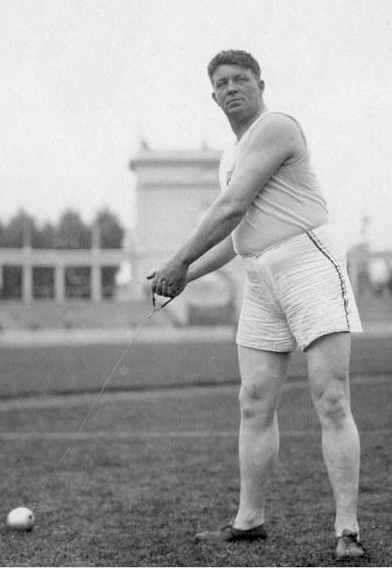
Silber gab es für Patrich Ryan
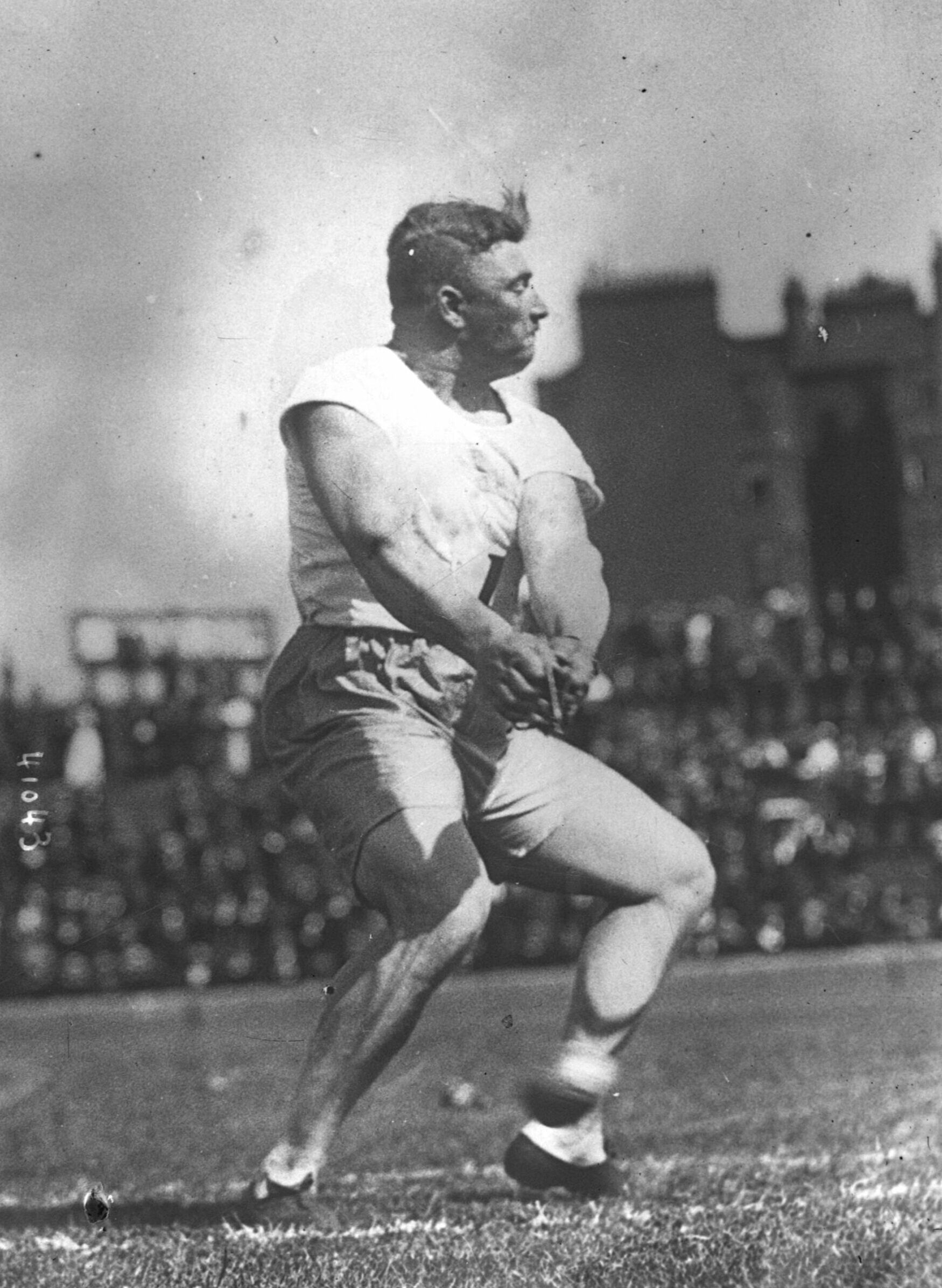
Bronzemedaillengewinner Carl Johan Lind